# Victor D. Norman
Victor Danielsen Norman (Risør, 24 de julio de 1946 - 20 de septiembre de 2024) fue un economista noruego, político del Partido Conservador y columnista de periódico. Fue profesor de economía en la Escuela Noruega de Economía (NHH) y presidente del Instituto de Investigación en Economía y Administración de Empresas.

## Trayectoria y vida académica
Nació el 24 de julio de 1946. Obtuvo su licenciatura en la Universidad de Yale y su doctorado en el Instituto Tecnológico de Massachusetts en 1972. Entre sus asesores académicos se encontraban Charles P. Kindleberger, Paul A. Samuelson y Jagdish N. Bhagwati .
Su libro, coescrito con Avinash K. Dixit, Theory of International Trade: A Dual, General Equilibrium Approach,ISBN 0-521-29969-1, es una aplicación del principio microeconómico de dualidad a la teoría del comercio, que William J. Baumol ha llamado una contribución clara, detallada e importante a la comprensión académica del comercio internacional. Fue nombrado profesor de economía en la NHH en 1975.
Sirvió como rector del NHH desde agosto de 1999 hasta octubre de 2001. Le precedió en este cargo Carl Julius Norstrøm y le sucedió Per Ivar Gjærum. Es miembro de la Academia Noruega de Ciencias y Letras.

## Política
Del 19 de octubre de 2001 al 8 de marzo de 2004 se desempeñó como Ministro de Trabajo y Administración Gubernamental en el segundo gabinete de Bondevik. Entre las cuestiones que aprobó durante su mandato se encontraba la eliminación de la acumulación de puntos en los programas de viajero frecuente para vuelos nacionales  y la reubicación de varias agencias gubernamentales de Oslo a otras ciudades y pueblos de Noruega. Su mandato también estuvo marcado por un escándalo, llamado el escándalo Norman, que le obligó a dejar el cargo en 2004. Se le acusa de varios delitos, como tener un romance con una secretaria de estado del ministerio y utilizar fondos públicos para uso personal. A pesar de los ataques de los medios de comunicación, recibió el apoyo del primer ministro Kjell Magne Bondevik, pero no pudo hacer frente a estos ataques hasta 2004, cuando regresó a su puesto de profesor.
Murió el 20 de septiembre de 2024, a la edad de 78 años 